# Masalia fissifascia
Masalia fissifascia är en fjärilsart som beskrevs av George Francis Hampson 1903. Masalia fissifascia ingår i släktet Masalia och familjen nattflyn. Inga underarter finns listade i Catalogue of Life.